# Notocochlis
Notocochlis là một chi ốc biển săn mồi, là động vật thân mềm chân bụng sống ở biển trong họ Naticidae, họ ốc mặt trăng.

## Các loài
Các loài thuộc chi Notocochlis bao gồm:

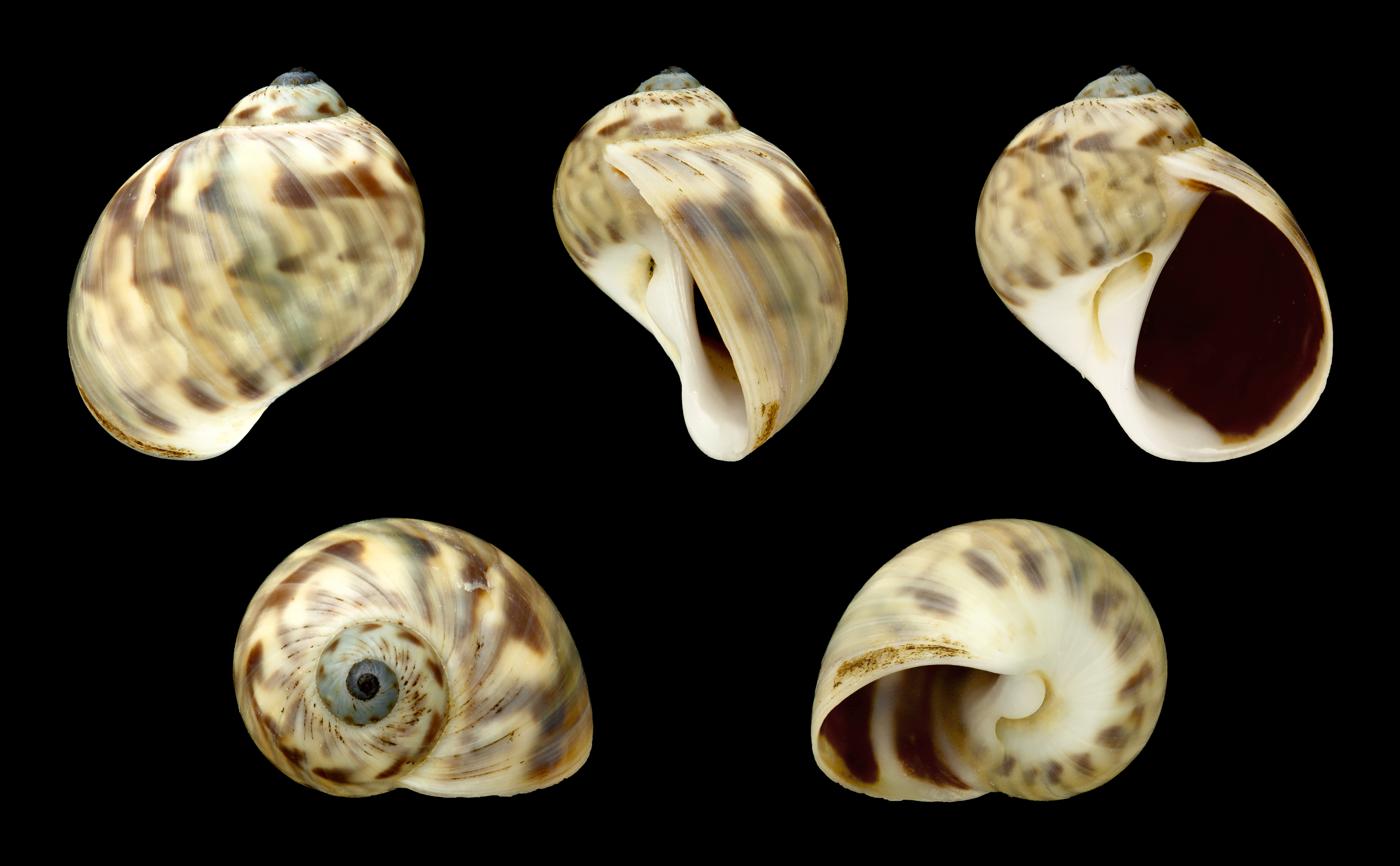
Notocochlis gualteriana Récluz, 1844
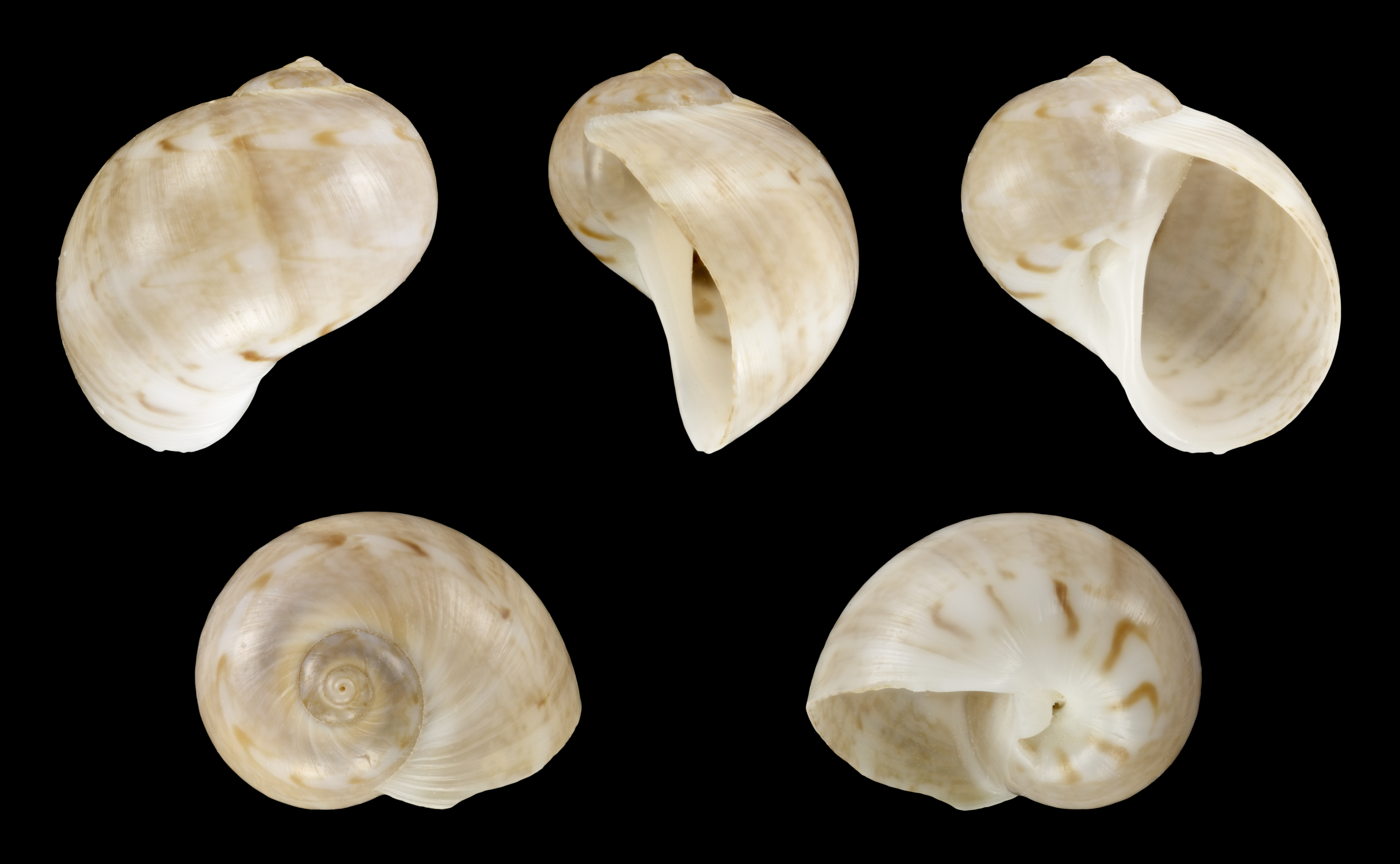
Notocochlis dillwynii
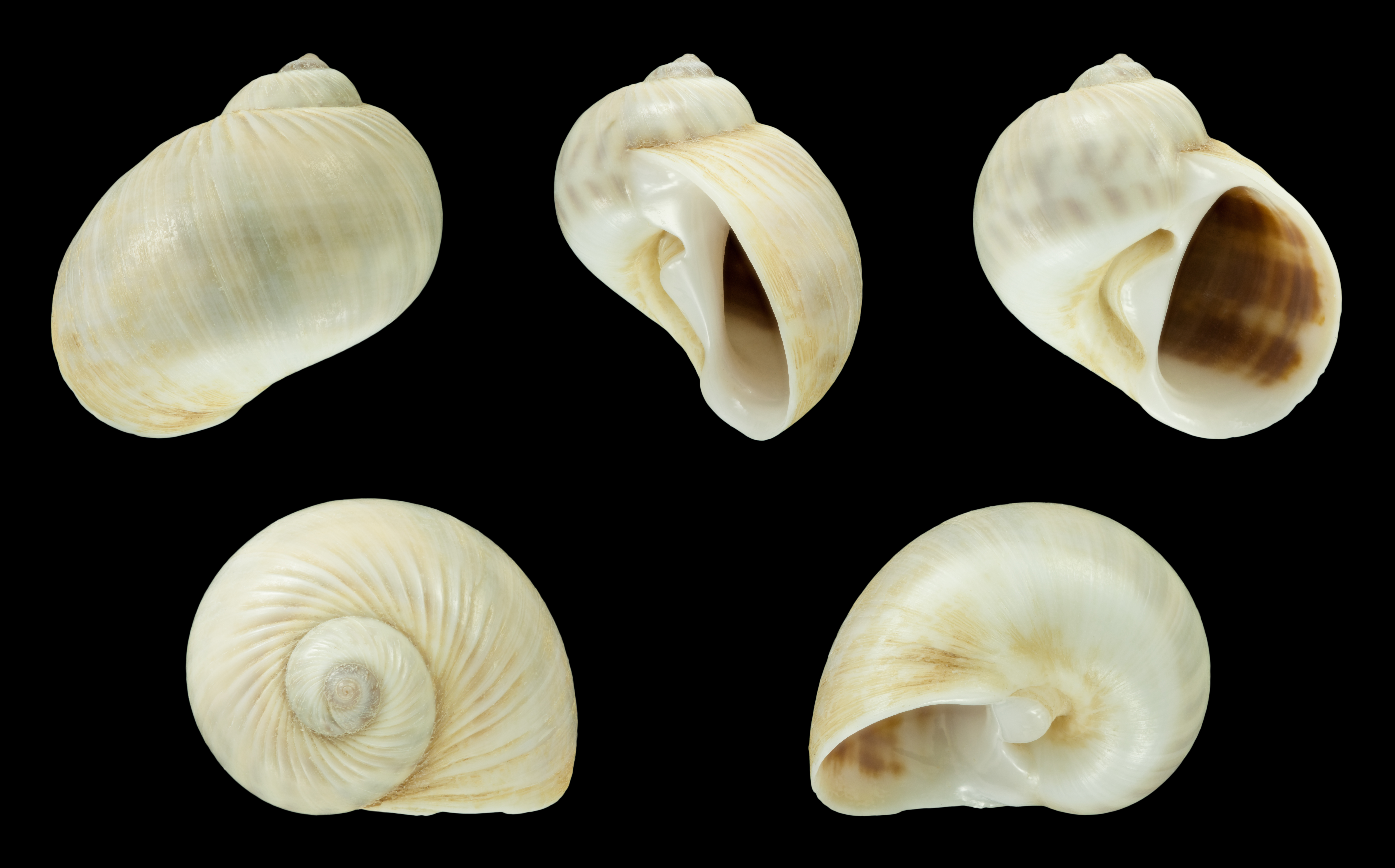
Notocochlis gualteriana
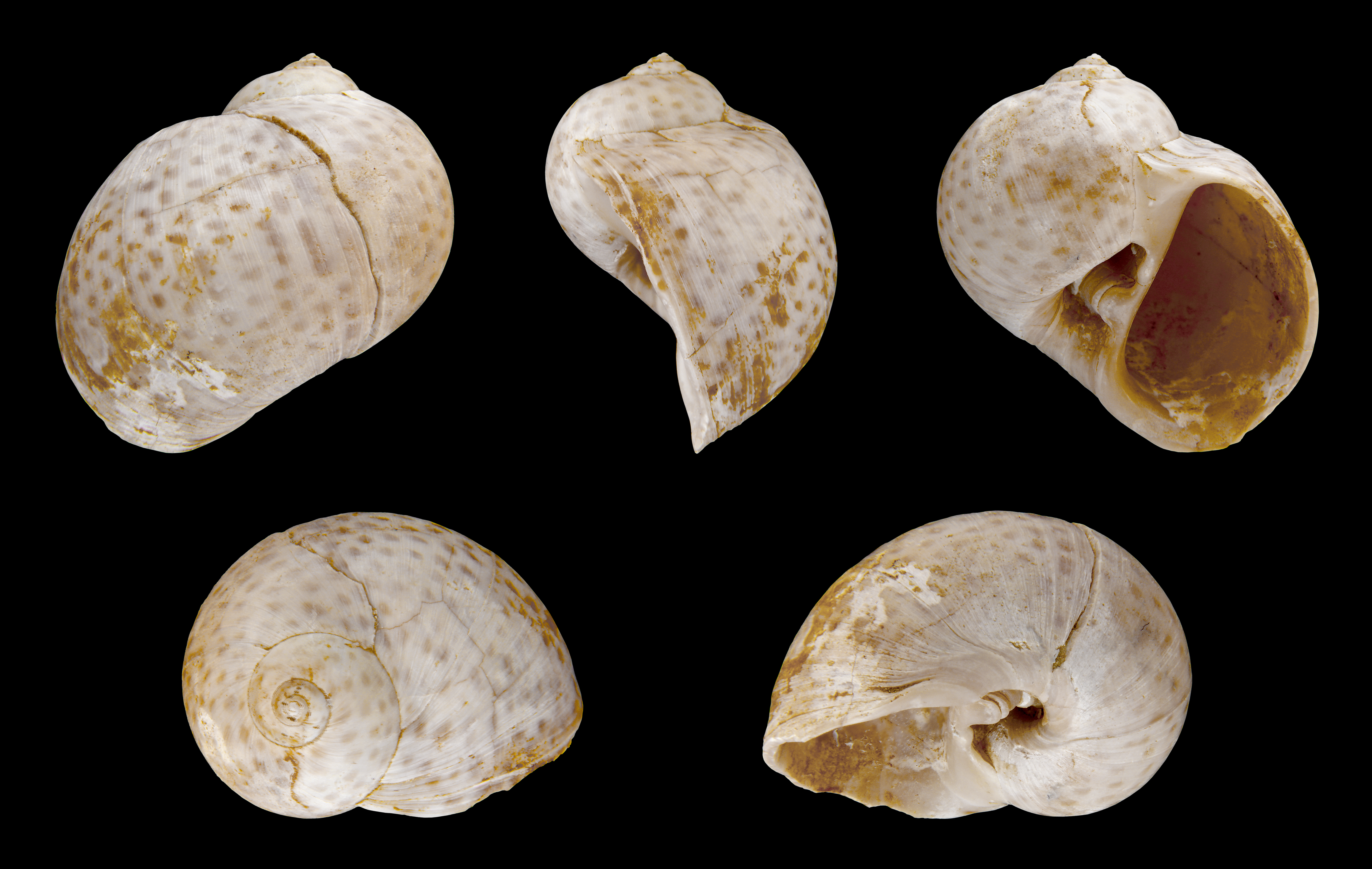
Notocochlis tigrina (fossil)
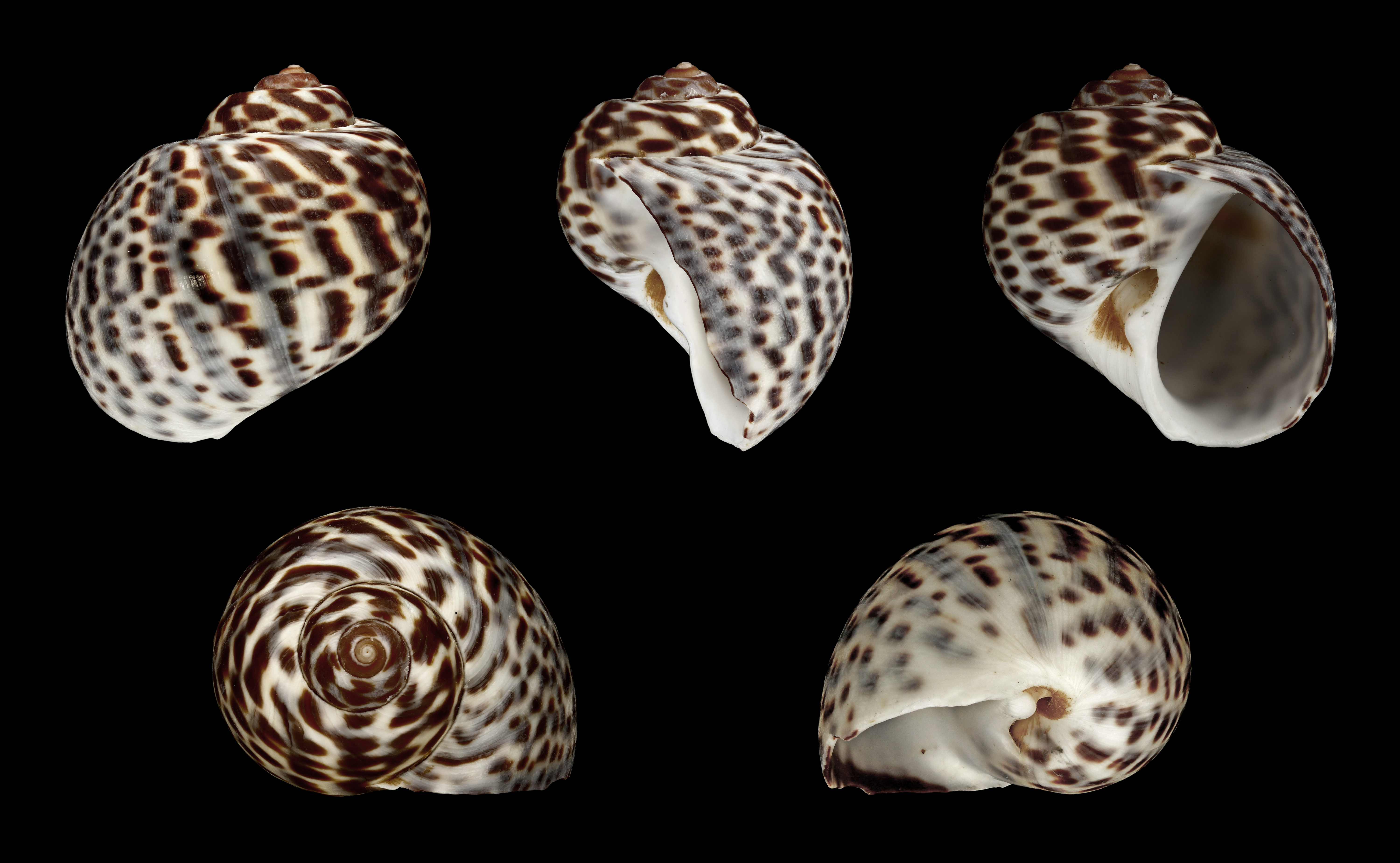
Notocochlis tigrina
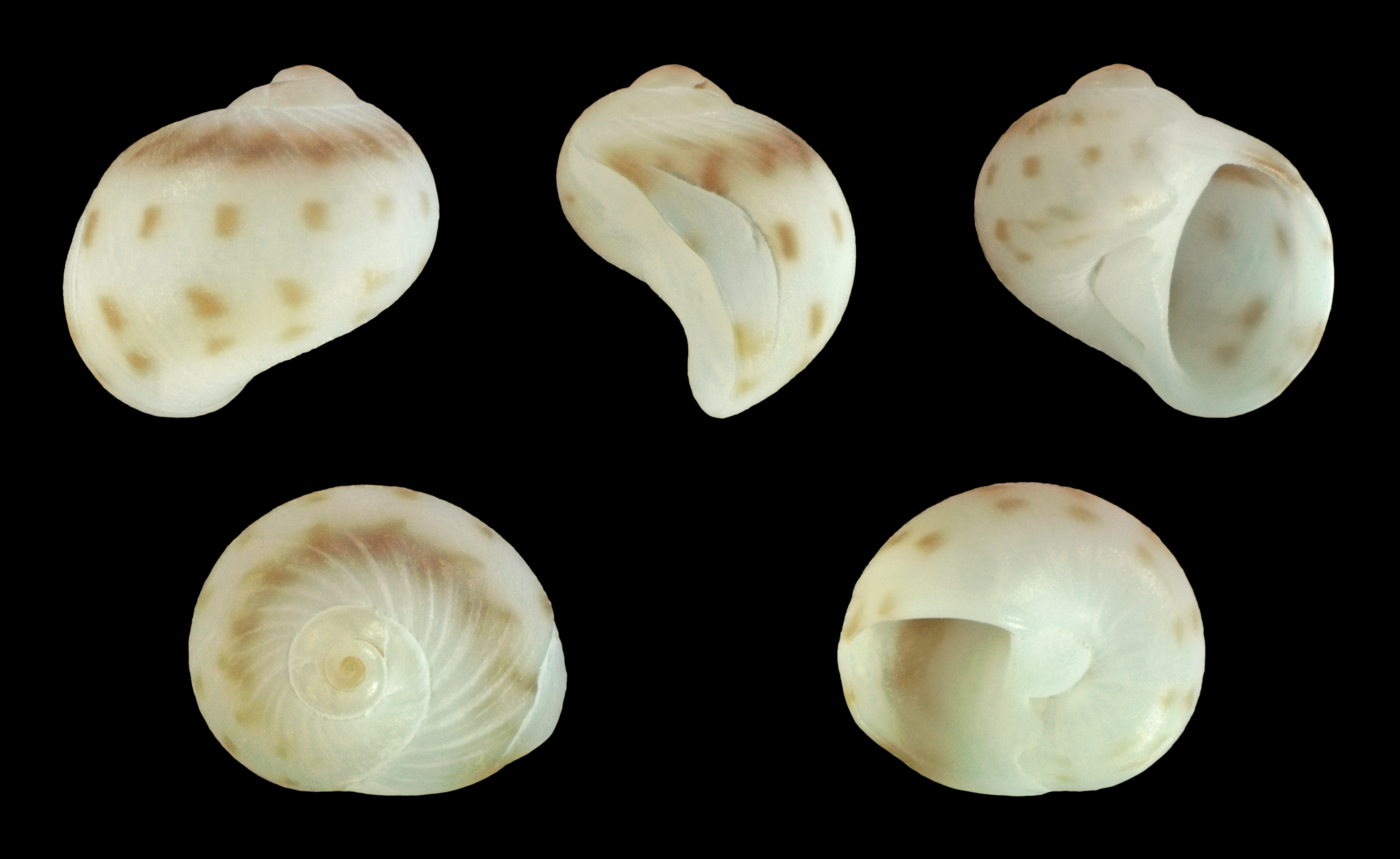
Notocochlis venustula